# Univerza al-Karauin
Al-Karauin (arabsko 'جامعة القرويين, Jāma`at al-Qarawīīn‎) je univerza v Fesu, Maroko,  ki je najstarejša neprekinjeno delujoča visokošolska ustanova na svetu. Nekateri zgodovinarji jo štejejo za najstarejšo univerzo.
Univerzo s pripadajočo mošejo je ustanovila   Fatima al-Fihri leta 859. Univerza je kasneje postala eno od vodilnih duhovnih in izobraževalnih središč zgodovinskega muslimanskega sveta. V sodobni državni univerzitetni sistem Maroka je bil vključen leta 1963. Univerzitetni kompleks je tudi pomemben primer zgodovinske maroške in islamske arhitekture, ki vključuje elemente iz več obdobij maroške zgodovine.
Izobraževanje na univerzi al-Karauin se osredotoča na islamske verske in pravne vede s posebnim poudarkom na klasični arabski slovnici/jezikoslovji in malikijskem pravoznanstvu. Vsebuje  tudi nekaj neislamskih predmetov, na primer francoščino in  angleščino. Poučevanje poteka po tradicionalni metodi. Študentje sedijo v polkrogu (halqa) okoli šejka, ki predava, izprašuje, tolmači in razlaga težke primere. Na univerzo se vpisujejo študentje iz celega Maroka in muslimanske Zahodne Afrike, prihajajo  pa tudi od drugod. Veliko študentov je iz Španije, predvsem iz Andaluzije, ki ima z Marokom nekaj skupne zgodovinske dediščine.
Večina študentov je starih od 13 do 30 let. Študirajo na dodiplomski in podiplomski ravni ali kot neformalni obiskovalci, ki bi radi razširili svoje "poznavanje islama in islamskega prava" (zuwwaar li'l-talab fii 'ilm). Od najuspešnejših študentov se zahteva, da znajo na pamet cel Koran in več drugih srednjeveških islamskih besedil s področja slovnice in malikijske zakonodaje in da zelo dobro obvladujejo klasično arabščino. Univerza je od 1940. let  odprta tudi za ženske.
UNESCO in Guinnessova knjiga rekordov sta al-Qarawiyyin navedla kot najstarejšo univerzo ali najstarejšo neprekinjeno delujočo visokošolsko ustanovo na svetu.

## Ime
Arabsko ime univerze جَامِعَةُ الْقَرَوِيِّينَ izgovorjava [ʒaːmiʕtu lqarawijiːn] pomeni »Univerza ljudi iz Kairouana«.القَيْرَوَان [alqajrawaːn] Dejavniki, kot so poreklo družine Fatime al-Fihriye v Tuniziji, prisotnost črke Qāf (ق) – brezglasnega uvularnega eksploziva, ki nima ustreznice v evropskih jezikih – triftonga ويّي ([awijiː]) v ime univerze in francoska kolonizacija Maroka sta povzročila številne različne ortografije za romanizacijo imena univerze, vključno z al-Qarawiyyin, standardno Al Quaraouiyine, po francoskem pravopisu; in Al-Karaouine, druga upodobitev s francoskim pravopisom.

## Zgodovina

### Ustanovitev mošeje
V 9. stoletju je bil Fes prestolnica rodbine Idrisidov, ki je veljala za prvo maroško islamsko državo. Po enem glavnih zgodnjih virov o tem obdobju, Rawd al-Qirtas Ibn Abi Zarja, je al-Qarawiyyin kot mošejo leta 857 ali 859 ustanovila Fatima al-Fihri, hči bogatega trgovca po imenu Mohamed al-Fihri. Družina al-Fihri se je v začetku 9. stoletja preselila iz Kairouana (od tod tudi ime mošeje) v Tuniziji v Fes in se pridružila skupnosti drugih migrantov iz Kairouana, ki so se naselili v zahodnem okrožju mesta. Fatima in njena sestra Mariam, ki sta bili obe dobro izobraženi, sta po očetu podedovali veliko denarja. Fatima se je zaobljubila, da bo porabila celotno dediščino za gradnjo mošeje, primerne za njeno skupnost. Podobno naj bi njena sestra Mariam istega leta ustanovila mošejo Andaluzijcev.
Nekateri sodobni zgodovinarji so dvomili v to temeljno pripoved, ki menijo, da je simetrija dveh sester, ki sta ustanovili dve najbolj znani mošeji v Fesu, preveč priročna in verjetno izvira iz legende. Sodobni zgodovinarji prav tako ocenjujejo, da je Ibn Abi Zar razmeroma nezanesljiv vir. Eden največjih izzivov te zgodbe je temeljni napis, ki so ga ponovno odkrili med prenovo mošeje v 20. stoletju in je bil prej stoletja skrit pod plastmi ometa. Ta napis, vklesan na plošče iz cedrovine in napisan v kufski pisavi, ki je zelo podobna temeljnim napisom v Tuniziji iz 9. stoletja, je bil najden na steni nad verjetnim mestom prvotnega mihraba mošeje (pred poznejšimi razširitvami stavbe). Napis, ki ga je zabeležil in dešifriral Gaston Deverdun, razglaša, da je 'to mošejo' ((arabsko "هذا المسجد" ustanovil Dawud ibn Idris (sin Idrisa II., ki je takrat vladal tej regiji Maroka) v Dhu al-Kadah 263 po hidžri (julij–avgust 877 n. št.). Deverdun je predlagal, da je napis morda prišel iz druge neidentificirane mošeje in je bil sem prestavljen v poznejšem obdobju (verjetno v 15. ali 16. stoletju), ko se je čaščenje Idrisidov v Fesu znova obudilo, takšne relikvije pa bi imele dovolj verskega pomena, da bi jih lahko ponovno uporabili na ta način. Vendar je Chafik Benchekroun pred kratkim trdil, da je bolj verjetna razlaga, da je ta napis prvotni temeljni napis samega al-Qarawiyyina in da je bil morda zakrit v 12. stoletju tik pred prihodom Almohadov v mesto. Na podlagi teh dokazov in številnih dvomov o Ibn Abi Zarjevi pripovedi trdi, da je Fatima al-Fihri zelo verjetno legendarna osebnost in ne zgodovinska. Péter T. Nagy je tudi izjavil, da je odkrit temeljni napis bolj prepričljiv dokaz o prvotnem datumu ustanovitve mošeje kot tradicionalna zgodovinopisna pripoved.

### Zgodnja zgodovina
Nekateri učenjaki menijo, da je nekaj poučevanja in pouka verjetno potekalo v mošeji al-Qarawiyyin od zelo zgodnjega obdobja ali od njenega začetka. Večje mošeje v zgodnjem islamskem obdobju so bile običajno večnamenske stavbe, kjer sta poučevanje in izobraževanje potekala skupaj z drugimi verskimi in civilnimi dejavnostmi. Mošeja Andaluzijcev, v okrožju čez reko, je morda imela podobno vlogo vsaj do marinidskega obdobja, čeprav ni nikoli dosegla kasnejšega prestiža Qarawiyyin. Ni jasno, kdaj je al-Qarawiyyin začela delovati bolj formalno kot izobraževalna ustanova, deloma zaradi omejenih zgodovinskih virov, ki se nanašajo na njeno zgodnje obdobje. Najpomembnejša večja zgodovinska besedila, kot sta Rawd al-Qirtas Ibn Abi Zarja in Zahrat al-As Abu al-Hasana Ali al-Jazna'ija, ne zagotavljajo jasnih podrobnosti o zgodovini poučevanja v mošeji čeprav al-Jazna'i (ki je živel v 14. stoletju) omenja, da je tam potekalo poučevanje pred njegovim časom.:175 Sicer najzgodnejše omembe halak (krogov) za učenje in poučevanje morda niso bile vse do 10. ali 12. stoletja. Zgodovinar Abdelhadi Tazi navaja najzgodnejše jasne dokaze o poučevanju v al-Qarawiyyinu leta 1121.:112 Maroški zgodovinar Mohamed Al-Manuni meni, da je mošeja dobila svojo funkcijo učne ustanove med vladavino Almoravidov (1040–1147). Zgodovinar Évariste Lévi-Provençal datira začetek poučevanja v marinidsko obdobje (1244–1465).
V 10. stoletju je rodbina Idrisidov zgubila oblast in Fes je bil del boja med fatimidskim in kordobskim Omajadskim kalifatom ter njihovimi zavezniki. V tem obdobju je mošeji Qarawiyyin postopoma rasel v ugled. V nekem trenutku je bila kutba (petkova pridiga) prenesena iz mošeje Šurafa Idrisa II. (danes Zavija Mulaja Idrisa II.) v mošejo Qarawiyyin in ji podelila status petkove mošeje (glavne mošeje skupnosti). Ta prenos se je zgodil leta 919 ali 933, oba datuma ustrezata kratkim obdobjem fatimidske dominacije nad mestom, in nakazuje, da je do prenosa morda prišlo na pobudo Fatimidov. Mošeja in njena učna ustanova sta še naprej uživali spoštovanje političnih elit, pri čemer so samo mošejo močno razširili Almoravidi in jo večkrat olepšali pod poznejšimi vladarji. Tradicija je bila uveljavljena, da so vse druge mošeje v Fesu temeljile na času svojega klica k molitvi (ezanu) glede na al-Qarawiyyin.

### Vrhunec v obdobju Marinidov
Mnogi učenjaki menijo, da je bil vrhunec al-Qarawiyyina kot intelektualnega in znanstvenega središča v 13. in 14. stoletju, ko je bil učni načrt najširši in je njegov prestiž po stoletjih širitve in pokroviteljstva elite dosegel nove višine. Med predmeti, ki so se poučevali v tem obdobju ali kmalu potem so bili tradicionalni verski predmeti, kot sta Koran in fiqh (islamska sodna praksa), ter druge vede, kot so slovnica, retorika, logika, medicina, matematika, astronomija in geografija. Nasprotno pa se nekateri predmeti, kot je alkimija/kemija, niso nikoli uradno poučevali, saj so veljali za preveč neortodoksno.
Od poznega 13. stoletja in zlasti v 14. stoletju je bila rodbina Marinidi odgovorna za izgradnjo številnih formalnih medres na območjih okoli glavne stavbe al-Qarawiyyina. Prva med njimi je bila medresa Safarin leta 1271, sledili sta ji Al-Attarine leta 1323 in medresa Mesbahija leta 1346. V bližini je bila leta 1670 zgrajena tudi večja, a veliko kasnejša medresa, medresa Čeratine. Te medrese so poučevale lastne tečaje in so postale dobro znane ustanove, vendar so običajno imele ožje učne načrte ali specializacije. Zdi se, da je bila ena njihovih najpomembnejših funkcij zagotavljanje stanovanj za študente iz drugih mest – mnogi med njimi revni –, ki so med študijem potrebovali bivališče al-Qarawiyyin. Tako so te stavbe delovale kot komplementarne ali pomožne ustanove sami al-Qarawiyyinu, ki je ostala središče intelektualnega življenja v mestu.
Al-Qarawiyyin je sestavila tudi velik izbor rokopisov, ki so bili shranjeni v knjižnici, ki jo je ustanovil marinidski sultan Abu Inan Faris leta 1349. Zbirka je hranila številna dela iz Magreba, Al-Andaluza in Bližnjega vzhoda. Del zbirke je desetletja prej zbral sultan Abu Jusuf Jakub (vladal 1258–1286), ki je prepričal Sanča IV. Kastiljskega, da je izročil številna dela iz knjižnic Sevilje, Córdobe, Almerie, Granade in Malage v Al Andaluzu/Španija. Abu Jusuf jih je sprva hranil v bližnji medresi Safarin (ki jo je nedavno zgradil), kasneje pa jih je preselil v al-Qarawiyyin. Med najdragocenejšimi rokopisi, ki se trenutno hranijo v knjižnici, so zvezki iz Al Muvata Malika, napisani na pergamentu iz gazele, kopija Sirat od Ibn Išaka, rokopis iz Korana iz 9. stoletja (napisan tudi na pergamentu iz gazele), kopija Korana, ki jo je dal sultan Ahmed al-Mansur leta 1602, kopija Ibn Rušdove knjige Al-Bayan Wa-al-Tahsil wa-al-Tawjih (komentar malikijskega fikha) iz leta 1320, in izvirna kopija Ibn Haldunove knjige Al-'Ibar (vključno z Mukadimah), ki jo je podaril avtor leta 1396. V knjižnici so nedavno znova odkrili potrdilo idžazah, napisano na jelenovem pergamentu, za katerega nekateri učenjaki trdijo, da je najstarejši ohranjeni predhodnik doktorata medicine, izdano človeku po imenu Abdellah Ben Saleh Al Koutami leta 1207 n. št. pod vodstvom treh drugih zdravnikov in v navzočnosti glavnega kadija (sodnika) mesta in dveh drugih prič. Knjižnico je upravljal kajim ali konservator, ki je nadzoroval vzdrževanje zbirke. Do leta 1613 je en konservator ocenil zbirko knjižnice na 32.000 zvezkov.
Študenti so bili moški, a tradicionalno je bilo rečeno, da so »včasih zainteresiranim ženskam omogočili poslušanje diskurza, medtem ko so bile nastanjene v posebni galeriji (rivak) s pogledom na krog učenjakov«. Kartograf Mohamed Al-Idrizi iz 12. stoletja, čigar zemljevidi so pomagali pri evropskem raziskovanju v času renesanse, naj bi nekaj časa živel v Fesu, kar nakazuje, da je morda delal ali študiral pri al-Qarawiyyinu. Institucija je ustvarila številne učenjake, ki so močno vplivali na intelektualno in akademsko zgodovino muslimanskega sveta. Med njimi so Ibn Rušajd al-Sabti (um. 1321), Mohamed Ibn al-Hadž al-Abdari al-Fasi (um. 1336), Abu Imran al-Fasi (um. 1015) – vodilni teoretik malikijske šole islamske jurisprudence, in Leo Africanus. Pionirski učenjaki, kot so Mohamed Al-Idrizi (um. 1166 n. št.), Ibn al-Arabi (1165–1240 n. št.), Ibn Khaldun (1332–1395 n. št.), Ibn al-Khatib (um. 1374), Al-Bitrudži (Alpetragius) (um. 1294) in Ali ibn Hirzihim (um. 1163) so bili vsi povezani z al-Qarawiyyinom kot študenti ali predavatelji. Nekateri krščanski učenjaki so obiskali al-Qarawiyyin, vključno z Nicolasom Cleynaertsom (um. 1542) in Jacobusom Goliusom (um. 1667). Orientalist iz 19. stoletja Jousé Ponteleimon Krestovitich je prav tako trdil, da je Gerbert d'Aurillac (kasneje papež Silvester II.) študiral pri al-Qarawiyyinu v 10. stoletju. Čeprav to trditev o Gerbertu včasih ponavljajo sodobni avtorji, sodobna veda ni predložila dokazov, ki bi to zgodbo podprli.

### Padec in reforme
Al-Qarawiyyin je v kasnejših stoletjih skupaj s Fesom doživela splošen upad. Moč njenega poučevanja je stagnirala, njen učni načrt pa se je zmanjšal v obsegu ter se osredotočil na tradicionalne islamske vede in arabske lingvistične študije. Celo nekatere tradicionalne islamske specializacije, kot je tafsir (koranska eksegeza), so bile postopoma zanemarjene ali opuščene. V letih 1788–89 je alavijski sultan Mohamed ibn Abdalah uvedel reforme, ki so urejale program ustanove, uvedle pa so tudi strožje omejitve in iz učnega načrta izključile logiko, filozofijo in radikalnejša sufijska besedila. Sčasoma so izginili tudi drugi predmeti, na primer astronomija in medicina. Leta 1845 je sultan Abd al-Rahman izvedel nadaljnje reforme, vendar ni jasno, ali je to imelo pomembne dolgoročne učinke. Med letoma 1830 in 1906 se je število profesorjev zmanjšalo s 425 na 266 (od tega jih je med slednjimi le 101 še poučevalo).
V 19. stoletju je propadala in zanemarjala tudi knjižnica mošeje. Pomemben del njegove zbirke je bil sčasoma izgubljen, najverjetneje zaradi ohlapnega nadzora in knjig, ki niso bile vrnjene. Do začetka 20. stoletja se je zbirka zmanjšala na približno 1600 rokopisov in 400 tiskanih knjig, čeprav je bilo veliko dragocenih zgodovinskih predmetov ohranjenih.
Do poznega 19. stoletja so zahodni učenjaki začeli priznavati al-Qarawiyyin kot 'univerzo', opis, ki se je bolj uveljavil v obdobju francoskega protektorata v 20. stoletju.

### 20. stoletja in preoblikovanje v državno univerzo
V času, ko je Maroko leta 1912 postal francoski protektorat, se je al-Qarawiyyin poslabšala kot versko središče učenja od svojega srednjeveškega vrhunca, čeprav je ohranila določen pomen kot izobraževalno mesto za sultanovo administracijo]. Študentsko telo je bilo strogo razdeljeno po družbenih slojih: etnična pripadnost (Arabci ali Berberi), družbeni status, osebno premoženje in geografsko ozadje (podeželsko ali mestno) je določalo skupinsko članstvo študentov, ki so bili ločeni po učni ustanovi, pa tudi v njihovih osebnih prostorih.
Francoska uprava je med letoma 1914 in 1947 izvedla številne strukturne reforme, vključno z institucijo koledarjev, imenovanjem učiteljev, plačami, urniki, splošno upravo in zamenjavo idžaze s šahado alamijho, vendar prav tako ni posodobila vsebine poučevanja, v kateri so še vedno prevladovali tradicionalni pogledi na svet uleme. Istočasno se je število študentov na al-Qarawiyyin leta 1922 zmanjšalo na 300, ko je maroška elita poslala svoje otroke na novoustanovljene fakultete in inštitute v zahodnem slogu drugod po državi. Maroške in francoske oblasti so leta 1929 začele načrtovati nadaljnje reforme za al-Qarawiyyin. Leta 1931 in 1933 je bilo po ukazu Mohameda V. poučevanje institucije reorganizirano v osnovno, srednje in visokošolsko izobraževanje.
Al-Qarawiyyin je igrala tudi vlogo v maroškem nacionalističnem gibanju in v protestih proti francoskemu kolonialnemu režimu. Številni maroški nacionalisti so se tu izobraževali in nekatere njihove neformalne politične mreže so bile ustanovljene zaradi skupnega izobrazbenega ozadja.:140, 146 Julija 1930 je al-Qarawiyyin močno sodelovala pri širjenju Ja Latifa, skupne molitve, ki so jo recitirali v času nesreče, da bi dvignili zavest in nasprotovanje berberskemu dahirju, ki so ga odredili francoski oblasti dva meseca prej. Leta 1937 je bila mošeja eno od zbirališč (skupaj z bližnjo mošejo R'cif) za demonstracije kot odgovor na nasilno zatiranje maroških protestnikov v Meknesu, ki se je končalo z napotitvijo francoskih čet čez Fes el-Bali in na mošeje.
Leta 1947 je bila al-Qarawiyyin vključena v državni izobraževalni sistem in ženske so bile tam prvič sprejete na študij v 1940-ih. Leta 1963, po maroški neodvisnosti, je bila al-Qarawiyyin uradno preoblikovana s kraljevim odlokom v univerzo pod nadzorom ministrstva za izobraževanje. Pouk v stari mošeji je prenehal in v nekdanji vojašnici francoske vojske je bil ustanovljen nov kampus. Medtem ko je dekan prevzel svoj sedež v Fesu, so bile v mestu in zunaj njega ustanovljene štiri fakultete: fakulteta za islamsko pravo v Fesu, fakulteta za arabske študije v Marakešu ter dve teološki fakulteti v Tétouanu in blizu Agadirja. Uvedeni so bili sodobni učni načrti in učbeniki ter izboljšana strokovna usposobljenost učiteljev. Po reformah se je al-Qarawiyyin leta 1965 uradno preimenovala v Univerzo Al Quaraouiyine.
Leta 1975 je bil splošni študij prenesen na novoustanovljeno univerzo Sidi Mohamed Ben Abdellah; al-Qarawiyyin je obdržala islamske in teološke smeri študija. Leta 1973 je Abdelhadi Tazi objavil tri zvezke zgodovine ustanove z naslovom جامع القرويين (Mošeja al-Qarawiyyin).
Leta 1988, po skoraj treh desetletjih premora, je poučevanje tradicionalnega islamskega izobraževanja na al-Qarawiyyin ponovno začel kralj Hasan II. Maroški.

## Status najstarejše univerze na svetu
UNESCO je predhodno opisal al-Qarawiyyin kot »najstarejšo univerzo na svetu« v vpisu območij svetovne dediščine za Medino v Fesu. UNESCO Univerzo v Bologni (ustanovljeno leta 1088 in običajno priznano kot najstarejšo srednjeveško evropsko univerzo) opisuje kot »najstarejšo univerzo zahodnega sveta«. Nekateri zgodovinarji in učenjaki prav tako omenjajo al-Qarawiyyin kot najstarejšo obstoječo univerzo na svetu. Trditev je objavila tudi Guinnessova knjiga rekordov, pod svojim vnosom za »[n]astarejšo visokošolsko ustanovo, najstarejšo univerzo«, kjer opisuje al-Qarawiyyin kot »najstarejša obstoječa in stalno delujoča izobraževalna ustanova na svetu«, medtem ko je Univerza v Bologni opisana kot »najstarejša v Evropi«. Podobno Encyclopædia Britannica datira ustanovitev univerze al-Qarawiyyin v ustanovitev mošeje leta 859 in na splošno meni, da so univerze obstajale zunaj Evrope pred pojavom evropskega univerzitetnega modela. Drugi viri prav tako omenjajo zgodovinski ali predmoderni al-Qarawiyyin kot univerzo ali islamsko univerzo.
Številni učenjaki menijo, da je izraz univerza uporabljiv le za izobraževalne ustanove, ki so se prvotno oblikovale v srednjeveški krščanski Evropi, in trdijo, da so bile prve univerze v zahodni Evropi, pri čemer se pariška in bolonjska pogosto navajata kot najzgodnejši primeri. Sodobni zahodni univerzitetni model naj bi torej izhajal iz te evropske tradicije, tudi če bi v drugih delih sveta obstajali drugi modeli visokošolskega izobraževanja.  Jacques Verger pravi, da medtem ko učenjaki občasno uporabljajo izraz univerza za medrese in druge predmoderne visokošolske ustanove iz priročnosti, je evropska univerza zaznamovala veliko motnjo med prejšnjimi visokošolskimi ustanovami in je bila najzgodnejša prava moderna univerza. Številni učenjaki menijo, da je bila univerza šele sprejeta zunaj Zahoda, vključno z islamskim svetom, med programi modernizacije ali pod evropskimi kolonialnimi režimi od začetka 19. stoletja.
Med nasprotujočimi si pogledi Yahya Pallavicini trdi, da se je univerzitetni model v Evropi razširil šele v 12. stoletju in da je bil prisoten po vsem muslimanskem svetu od ustanovitve al-Qarawiyyina v 9. stoletju vsaj do evropskega kolonializma. Nekateri učenjaki, ki so opazili določene vzporednice med takimi medresami in evropskimi srednjeveškimi univerzami, so predlagali, da so na slednje morda vplivale medrese muslimanskega sveta, zlasti prek islamske Španije in Emirata Sicilije. Drugi učenjaki so o tem dvomili in navajali pomanjkanje dokazov za dejanski prenos iz islamskega sveta v krščansko Evropo ter poudarjali razlike v strukturi, metodologijah, postopkih, učnih načrtih in pravnem statusu medres v primerjavi z evropsko univerzo.
Nekateri učenjaki menijo, da je al-Qarawiyyin v bistvu delovala kot islamska medresa do druge svetovne vojne. Ti učenjaki datirajo preoblikovanje al-Qarawiyyina v univerzo v njegovo moderno reorganizacijo leta 1963. Po teh reformah se je al-Qarawiyyin dve leti pozneje uradno preimenovala v »Univerzo Al Quaraouiyine«. Organizacija na predmoderni al-Qarawiyyin se je razlikovala od evropskih univerz in drugih muslimanskih ustanov na al-Azhar (v Kairu) in al-Zajtouna (v Tunisu) po tem, da ni bilo opredeljenega šolskega leta, vpis ni bil predpisan, trajanje študija ni bilo določeno in ni bilo izpita za ratifikacijo študija. Od študentov se je pričakovalo, da bodo tečaje obiskovali najmanj pet let in prejeli idžazo, če se bo dokazalo, da so dosegli visoko stopnjo strokovnosti.
Tudi najzgodnejši datum uradnega poučevanja v al-Qarawiyyinu ni gotov. Najpomembnejša pomembna zgodovinska besedila, kot sta Rawd al-Qirtas in Zahrat al-As, ne zagotavljajo jasnih podrobnosti o zgodovini poučevanja v mošeji. V Rawd al-Qirtas Ibn Abi Zar omenja mošejo, ne pa tudi njene izobraževalne funkcije. Al-Jazna'i, avtor Zahrat al-As iz 14. stoletja, omenja, da je tam potekalo poučevanje precej pred njegovim časom, vendar brez drugih podrobnosti. Sicer najzgodnejše omembe halake za učenje in poučevanje morda niso bile vse do 10. ali 12. stoletja. Maroški zgodovinar Mohamed Al-Manuni verjame, da je v času vladavine Almoravidov (1040–1147) mošeja dobila svojo funkcijo učne ustanove. Francoski zgodovinar Évariste Lévi-Provençal datira začetek medrese in poučevanja v poznejše marinidsko obdobje (1244–1465). Še en maroški zgodovinar, Abdelhadi Tazi, je leta 1121 navedel najzgodnejše dokaze o poučevanju v al-Qarawiyyinu. Po pregledu dokazov v delu Abdelhadija Tazija Abdul Latif Tibawi navaja, da:
To je precej pozneje od začetka poučevanja na al-Azharju pod Fatimidi. Zato je zelo težko podpreti trditev, da je Univerza Qarawiyyin »najstarejša univerza« in ne le v muslimanskem svetu! Šola ali visoka šola v mošeji ni prevzela imena univerza do leta 1960, ko ji je Mohamed V. na slovesnosti podelil ta dostojanstveni naziv.